# Lasse-Majas detektivbyrå (datorspel)
För andra betydelser, se Lasse-Majas detektivbyrå (olika betydelser).
Lasse-Majas detektivbyrå (stiliserat LasseMajas detektivbyrå) är ett svenskt datorspel från 2006 som bygger på SVT:s julkalender med samma namn. Spelet utvecklades av Bajoum och utgavs av Pan Vision.
2008 kom uppföljaren Lasse-Majas detektivbyrå – Kameleontens hämnd.

## Upplägg och innehåll
Spelet går på att lösa olika brott i Valleby som låses upp med en kod som avslöjades dagligen efter dagens avsnitt av SVT:s julkalender i TV.

## Mottagande

### Kritiker
Göteborgs-Postens recensent beskrev spelet som ett "trevligt spel med roliga personligheter och mysig atmosfär", omväxlande och gillade även spelets grafik. Svenska Dagbladets recensent Hanna Nyström gillade spelets illustrationer, spel och beskrev det som angenämt men ansåg att "hanteringen av bevismaterialet [var] lite onödigt komplicerad och det kunde gott ha funnits mer saker i miljöerna att klicka på".
Sydsvenskans recensent Jonas Nyrén skrev att det fanns "småstadens adventsglittrande värme och så mycket glänta-på-luckan-känsla att man blir helt matt" men att "grafiken andas tidig Bamsefilm". En invändning var att spelet hade en lägsta nivå som bättre passade femåringar. Moverare avslutade med att spelet skulle räcka nästan hela vägen till påsk.
Länstidningen Östersunds recensent Anders Moverare gav spelet 4 av 10 i betyg och beskrev det som ett "rätt torftigt hopkok".

### Försäljning
Spelet var med på topplistan över de mest sålda spelen i Sverige under veckorna 45-50 2006 och sålde i 90 000 exemplar.